# 夢の1DAYパス
『愛知トヨタ presents 夢の１DAY パス』は、2024年4月13日から6月29日まで名古屋テレビ放送（以下メ～テレ）にて放送の職業体験を題材としたバラエティ番組である。
2025年1月3日に「愛知トヨタ９０周年 夢の１DAY パス ～初夢叶えます SP～』として特番が放送予定。
2025年8月11日に「愛知トヨタ９０周年 夢の１DAY パス ～夏夢叶えます SP～』として特番第2弾が放送予定
。

## 概要
- 特定の職業に憧れを持つ依頼者（番組ではドリーマーと称す）がその職業の1ＤＡＹパス（職業1日体験）をする番組。

## 出演者
- 天野ひろゆき（キャイ〜ン）【MC】
- 望木聡子（メ～テレアナウンサー）【進行役】
- ゲスト1組

## 配信
- Locipo